# Langelot suspect
Langelot suspect est le quatorzième roman de la série Langelot, écrite par le Lieutenant X. Ce roman a été édité pour la première fois en mai 1970, dans la Bibliothèque verte, où il porte le numéro 420.

## Principaux personnages
Membres du SNIF
- Langelot : sous-lieutenant, agent peu expérimenté du Service National d'Information Fonctionnelle (SNIF), blond, 1,68 m, mince, « traits menus mais durs », orphelin. Il est armé d'un pistolet 22 long rifle
- Le capitaine Montferrand, chef de la section Protection du SNIF, 45 ans, cheveux gris-fer coupés en brosse, fume la pipe, a perdu une jambe au combat durant la Seconde Guerre mondiale

Autres personnages
- Général de la Tour du Becq : chef du Comité de Coordination Scientifique et Stratégique, le C.C.S.S.
- Thérèse Proutier : secrétaire du général de la Tour du Becq, agit dans le réseau sous le nom de code de Joséphine. Fiancée de Joseph Husson
- Capitaine Sourcier : officier de la Sécurité militaire, très corpulent, avec une face de grenouille
- Ivor : agent de renseignement en France des services secrets d'une dictature, opérant sous la couverture d'attaché d'ambassade de ce pays mystérieux
- Constanzia Novy : orpheline, ses parents ont été assassinés par le régime de son pays. Attachée de presse en France d'Ivor
- Monsieur Paul : agent du réseau d'espionnage ennemi en France, surnommé Arthur par Langelot
- Professeur Roche-Verger : spécialiste des propergols et ami de Langelot
- Général de Rougeroc
- Joseph Husson : dit "Jojo", aide-comptable et fiancé de Thérèse.

## Résumé
Le roman est divisé formellement en deux parties. La première partie comporte 14 chapitres (p. 5 à 124) et la seconde partie en comporte 16 (p. 125 à 250).

### Première partie
Mise en place de l'intrigue
Alors qu'il s'entraîne au stand de tir du Service National d'Information Fonctionnel, Langelot est convoqué chez le chef de la section Protection, le capitaine Montferrand, qui lui confie une mission de routine : transmettre une enveloppe à un autre service du ministère de la Défense.
De plus, Montferrand révèle à Langelot qu'il fait l'objet d'une enquête du SDECE, un service français concurrent du SNIF, car le contenu des quatre enveloppes qu'il a précédemment transportées - relatif à la construction d'une nouvelle fusée française - a été transmis à une puissance étrangère. Il y a des fuites d'informations militaires confidentielles (chapitre 1).
Enquête personnelle de Langelot
Langelot doit se rendre aux Invalides et remettre l'enveloppe au secrétariat du général De la Tour du Becq. Il décide de prendre une précaution, celle de téléphoner d'une cabine téléphonique pour annoncer son arrivée. Sous le poste téléphonique le plus proche des Invalides, le jeune homme remarque que le nom « Arthur » a été inscrit quatre fois au stylo. Pour vérifier son intuition, Langelot demande une permission de 24 heures, sabote le poste téléphonique de la cabine et installe un panneau « en dérangement ». Puis il se poste dans le café d'en face pour assister à la suite des événements (chapitres 2 et 3). 
Effectivement, un individu suspect qui ne tient pas compte du dérangement de la cabine ajoute un cinquième « Arthur » sous le poste téléphonique. Langelot le prend en filature ; et comme le suspect utilise diverses astuces pour vérifier s'il est ou non suivi, le jeune agent secret entre en collision avec lui, lui dérobant son portefeuille, contenant notamment son carnet d'adresses (chapitre 4).
Dans ce carnet, un numéro retient son attention car son central est précisément celui des Invalides. Langelot le compose et entre en contact avec le chef de l'organisme qui lui a remis les quatre précédents messages à transmettre : le général de la Tour du Becq. Ce dernier « rembarre » vertement son jeune interlocuteur qu'il a pris pour le fiancé de sa secrétaire Thérèse ; il lui reproche de vouloir la déranger de nouveau durant les heures de travail. Langelot suppose que la secrétaire de ce général fait partie des contacts de l'homme qu'il file. Il appelle de nouveau le même numéro et obtient Thérèse en ligne. Se présentant comme son fiancé, il lui donne rendez-vous. La jeune femme se présente au rendez-vous. Langelot ment en se faisant passer pour un inspecteur de la DST informé d'un dossier qui concerne la jeune secrétaire. Méfiante, Thérèse réplique qu'elle est chargée, elle aussi, d'une mission par un véritable commissaire de la DST : Pouffiaud. La prenant au mot, Langelot se rend avec elle à la préfecture de Police. Thérèse n'y voit aucun inconvénient car elle est persuadée que Langelot est un imposteur.
À la préfecture de police, le commissaire Pouffiaud n'est pas la personne que Thérèse avait rencontrée. Thérèse est forcée d'avouer à Langelot que son contact, qui se présentait comme le commissaire Pouffiaud, ne l'avait jamais reçue dans ce bureau. Ce personnage, qui - renseignement pris - répond exactement au signalement du suspect filé par Langelot, lui a de cette manière extorqué les copies de quatre documents secrets les jours précédents, prétextant que le général de la Tour du Becq était suspect et que la DST se chargeait par conséquent de la mise en lieu sûr des précieux documents (chapitres 5 à 8).
Langelot fait comprendre à la jeune femme que loin de « servir la France », elle s'est rendue complice de haute trahison. Un cinquième document venant d'être livré de la même façon, Langelot persuade Thérèse de se racheter en l'aidant à reprendre contact avec le suspect : il s'agit d'abord de lui rendre son portefeuille. Thérèse accepte. Langelot se rend dans un bar où le faux commissaire Pouffiaud est censé se rendre de temps en temps. Exécutant le plan de Langelot, Thérèse y arrive peu après et remet le portefeuille au gérant du bar. Langelot suit un jeune homme que le gérant a chargé de transmettre le portefeuille au bandit. Langelot entre au domicile de l'homme. Il le menace alors de son arme en lui « révélant » que ses activités occultes ont été percées à jour et qu'il a intérêt à coopérer désormais avec les autorités - pour avoir droit à leur clémence - en les mettant sur la piste des espions qui l'emploient, et avant que ceux-ci ne s'emparent du dernier document. L'homme avoue à Langelot que l'inscription « Arthur » était bien le code de contact avec ses employeurs ; il tente ensuite de l'égarer en le conduisant à une prétendue cachette du message. C'est alors que Langelot ment de nouveau en exhibant un document qu'il a lui-même rédigé de toutes pièces et qu'il prétend sortir de cette cachette. Il s'agit d'un ordre de mission d'une opération baptisée « Damoclès », visant à assassiner un chef d'État. Langelot expose à Arthur qu'il est impliqué dans ce projet d'assassinat. Épouvanté, Arthur avoue qu'il ne s'agit là que d'une coïncidence car la cachette n'est pas la bonne et s'empresse de remettre Langelot sur la bonne piste (chapitres 9 à 12).
C'est ainsi qu'ils parviennent jusqu'au repaire du chef de réseau qui emploie Arthur. Celui-ci donne alors l'alerte et trahit le jeune homme qui, dépouillé de son arme, est présenté devant le chef de réseau. Surprise, celui-ci est le capitaine Sourcier, de la Sécurité militaire, chargé d'enquête sur les « fuites » des précieux documents, et que Langelot avait rencontré le matin même dans les bureaux du SNIF. Or cet officier réagit bizarrement, en expliquant à Langelot qu'il a lui-même organisé ces « fuites » pour piéger d'éventuels indiscrets. Il le fait ramener manu militari au siège du SNIF pour lui ôter l'envie de continuer son enquête. En cours de route, Langelot est enlevé par un gang étranger qui l'anesthésie après avoir neutralisé son escorte. Le jeune homme est emporté vers une destination inconnue (chapitres 13 et 14).

### Seconde partie
Reprenant ses esprits, Langelot se retrouve prisonnier dans une cellule. À sa grande surprise, un inquiétant personnage l'interroge au sujet de « l'opération Damoclès ». La lumière se fait alors dans l'esprit de Langelot qui passe à l'action : s'étant défait de son antagoniste il lui dérobe ses clefs et parcourt les lieux. Il s'aperçoit qu'il se trouve dans une ambassade étrangère, en plein Paris. Il ne tarde d'ailleurs pas à trouver ce qu'il cherche : dans le cabinet de son ravisseur il retrouve ses effets personnels que Sourcier lui avait confisqués, ainsi que le dernier des documents ultra-secrets relatifs à la fusée et destinés précisément à cet étranger, un attaché d'ambassade prénommé Ivor.
Voici qu'une mystérieuse jeune fille, Constanzia, le surprend en pleine perquisition,. Elle a deviné qu'il est agent secret et le supplie de la délivrer de l'emprise d'Ivor qui veut la forcer à travailler dans son réseau d'espionnage. Elle confirme ce que Langelot avait deviné : Ivor emploie à sa solde un transfuge français dans son travail d'interception des documents scientifiques sur la fusée. Langelot lui promet l'aide de ses chefs si elle l'aide à capturer ces deux espions.
Le plan de Langelot est désormais tracé : pour le réaliser il doit quitter l'ambassade en laissant croire que Constanzia, la jeune fille, l'a surpris en train de s'évader et qu'elle l'a tué à coups de revolver. Il a pris auparavant ses dispositions auprès d'elle pour savoir comment Ivor prend ses rendez-vous avec son complice français et a téléphoné à un commissaire de police de sa connaissance pour se faire ramasser apparemment « mort » sur la voie publique. Le stratagème réussit. Langelot se fait conduire au domicile du savant qui a conçu et construit la fameuse fusée Frédégonde : c'est le génial et jovial professeur Roche-Verger. Pour piéger ses ennemis il organise, d'accord avec ce savant, un pseudo-congrès qui doit réunir le général de la Tour du Becq, un autre général et deux experts en vols cosmiques. L'ennemi sera prévenu des préparatifs de cette réunion par Thérèse, la secrétaire de La Tour du Becq, qui agit à nouveau par la même voie d'information que dans la première partie de l'épisode. 
Langelot, qui a loué un hôtel particulier avenue Henri-Martin comme salle de congrès, voit se réaliser avec succès les différentes étapes de son plan : d'abord Constanzia, avec qui il a gardé le contact, le prévient que ses patrons, informés, lui ont demandé de retenir une Rolls Royce et de l'amener à un endroit précis. Il surprend le chauffeur et le séquestre, après lui avoir emprunté sa livrée ; il piège le véhicule. Il voit arriver une équipe de prétendus électriciens qui viennent installer un dispositif d'écoute clandestine : l'ennemi a visiblement l'intention d'enregistrer la réunion pour s'enfuir ensuite avec la bande pirate. La réunion a lieu sous le patronage du facétieux savant : il tient des propos ineptes à ses interlocuteurs, pour laisser le temps aux techniciens de venir chercher leur enregistrement.
Dénouement et révélations finales
Au volant de la Rolls, Langelot rallie le point de rendez-vous fixé par les espions. Effectivement, Ivor et Constanzia l'attendent, ainsi que le complice d'Ivor qui s'avère être le capitaine Sourcier. Une fois en voiture, Sourcier passe à Ivor l'enregistrement du congrès réalisé par ses techniciens et lui fait part de son étonnement à l'écoute de tant de bizarreries. C'est Sourcier lui-même qui, ayant décidé de vendre les plans de la fusée à l'étranger, s'était arrangé pour se faire confier une enquête qui le mettait au-dessus de tout soupçon en compromettant Langelot à sa place.
Rapidement Sourcier s'aperçoit que son chauffeur accélère et n'obéit pas à ses ordres. Débute alors une course contre la montre ; au moment où Sourcier se trouve à deux doigts d'immobiliser le véhicule et de démasquer l'agent secret, celui-ci entre au siège du SNIF. Médusé, Sourcier n'en revient pas d'avoir été démasqué par Langelot. Celui-ci lui révèle que c'est en entendant Ivor l'interroger sur « l'opération Damoclès » qu'il a immédiatement compris que Sourcier travaillait pour l'étranger. Car, dans le cas contraire, Sourcier l'aurait lui-même interrogé sur cette affaire. Langelot savoure son succès : il a sauvé un projet scientifique français, contribué à l'arrestation en tout de trois dangereux malfaiteurs ; et gardé toute l'estime de ses chefs.

## Les différentes éditions
- 1970 - Hachette, Bibliothèque verte (français, version originale). Illustré par Maurice Paulin.
- 1978 - Hachette, Bibliothèque verte. Illustré par Maurice Paulin. Nouvelle couverture de Maurice Paulin.

## Remarques autour du roman
- Cette treizième aventure de Langelot a fait l'objet d'une publication dans le journal Spirou, entre juillet et août 1971[1].
- Le pays totalitaire qui emploie Ivor et qui collecte les informations secrètes relatives à la fusée Frédégonde, transitant par le C.C.S.S. n'est pas décrit ni mentionné.
- En 1962 il a existé une Opération Damoclès, visant des scientifiques menant un projet de fusées pour le compte de l'Égypte.
- La fuite d'informations militaires confidentielles, émanant de fonctionnaires, constitue le thème central du roman.